# La Roda CF
La Roda CF is een Spaanse voetbalclub. Thuisstadion is het Estadio Municipal de Deportes in La Roda in de autonome regio Castilië-La Mancha. Het team speelde sinds 2011-2012 in de Segunda División B, maar tijdens het seizoen 2016-2017 eindigde de ploeg bij de laatste vier in het klassement.  Zo speelt de ploeg sinds seizoen 2017-2018 weer in de Tercera División.
Albacete B · 
Almagro CF ·
UD Almansa ·
Atlético Ibañés ·
CD Azuqueca
Calvo Sotelo ·
UB Conquense ·
CD Guadalajara ·
CD Illescas · 
La Roda CF · 
CF La Solana ·
CD Madridejos
CD Manchego ·
Manzanares CF ·
CD Marchamalo ·
CD Pedroñeras ·
CD Quíntanar del Rey ·
CD Tarancón ·
CD Toledo ·
CD Torrijos ·
CD Villacañas